# Донецька наукова школа вуглехімії
Донецька наукова школа вуглехімії — наукова школа в Інституті фізико-органічної хімії та вуглехімії імені Л. М. Литвиненка НАН України. Існувала з 1980-х по практично 2014 рік.
Біля витоків стояв Коробчанський Іван Євстафійович (1895—1956) — український радянський вчений у галузі коксохімічної промисловості, підземної газифікації палива, доктор технічних наук, професор, член-кореспондент АН УРСР.
У кінці ХХ ст. — на початку ХХІ ст. Донецьку наукову школу вуглехімії очолив доктор технічних наук і професор Саранчук Віктор Іванович.
До цієї наукової школи, зокрема, належать доктор хімічних наук, професор Шендрик Тетяна Георгіївна та доктор хімічних наук, професор Бутузова Людмила Федорівна, доктор хімічних наук, професор Рибаченко Володимир Іванович, доктор хімічних наук В. О. Кучеренко, а також к.х.н. К. Ю. Чотій, к.х.н. Н. Г. Корженевська, к.х.н. А. М. Осипов, к.х.н. В. В. Симонова, к.т.н. Г. П. Маценко, к.х.н. В. О. Тамко, к.х.н. Л. Я. Галушко, к.х.н. А. В. Зайковський, к.х.н. В. М. Шевкопляс, Л. В. Пащенко та інші.
Донецька наукова школа вуглехімії тісно співпрацювала з Науковою школою «Спеціальні методи збагачення, зневоднення і грудкування тонко- і дрібнодисперсного вугілля» (д.т.н. Єлішевич Аркадій Танхумович, Білецький Володимир Стефанович, Сергєєв Павло Всеволодович та ін.).
Причини припинення існування наукової школи в Донецьку — Російська збройна агресія проти України (2014—2015) і вимушений виїзд з регіону її провідних науковців.